# Аул (Абайская область)
Аул (каз. Ауыл) — железнодорожная станция в Бородулихинском районе Абайской области Казахстана. Входит в состав Бакинского сельского округа. Код КАТО — 633837200.
На станции расположен международный железнодорожный пункт пропуска «Ауыл».

## Население
В 1999 году население станции составляло 991 человек (467 мужчин и 524 женщины). По данным переписи 2009 года, в населённом пункте проживали 803 человека (394 мужчины и 409 женщин).

## Транспорт
Через населённый пункт проходят железная дорога Барнаул—Семей и автотрасса A-11.